# Sketch
Sketch – komercyjny edytor grafiki wektorowej przeznaczony na komputery firmy Apple i system MacOS. Został opracowany przez holenderską firmę Bohemian Coding. Zdobył nagrodę Apple Design Award  w 2012 roku. Po raz pierwszy został wydany 7 września 2010 roku.
Przeznaczony jest głównie do projektowania interfejsów graficznych aplikacji mobilnych, webowych oraz stron internetowych.
8 czerwca 2016 firma Bohemian Coding ogłosiła na swoim blogu o przejściu na nowy system licencjonowania dla aplikacji Sketch. Licencja pozwoli użytkownikom otrzymywać aktualizacje przez 1 rok. Wtedy mogą nadal korzystać z najnowszej wersji opublikowanej przed wygaśnięciem licencji, lub przedłużyć swoją licencję, aby w dalszym ciągu otrzymywać aktualizacje w okresie jednego roku.